# Harelbeke
Harelbeke is een stad in het zuiden van de Belgische provincie West-Vlaanderen. De stad is gelegen nabij Kortrijk en omvat ook de dorpen van Bavikhove en Hulste, beide gelegen aan de noordelijke kant van de Leie. De stad telt ruim 30.000 inwoners en is daarmee de negende grootste van West-Vlaanderen.
Harelbeke is ontstaan op een droge zandrug aan de rechteroever van de Leie, waaraan het volgens sommige bronnen zijn naam te danken heeft (harula = zandrug). De stad kent een lang en bewogen geschiedenis dat in de laat-Romeinse tijd bewoond werd.
Harelbeke is bekend als geboortestad van toondichter Peter Benoit, naar wie in Harelbeke een muziekacademie is opgericht. Het is ook de thuis van harmonieorkest Vooruit.
Harelbeke is tevens de start- en aankomstplaats van de E3 Harelbeke, de jaarlijkse wielerklassieker die deel uitmaakt van de UCI World Tour. 

## Toponymie
- De betekenis van deze naam kent vele lezingen, maar het Germaanse harula, dat zandrug betekent, is het meest waarschijnlijk.

- De eerste vermelding van Harelbeke gaat terug tot 629, waar sprake was van Harlebecca.
- Harlebeke (1027), Herlebecca (1042), Harlebecca (1078), Harlebeca (1111), Haerelbeke (1302)
- Sinds 2019 is de West-Vlaamse naam als Oarelbeke Weireldstad in gebruik voor stadsmarketing.

## Geografie

Kaart van Harelbeke en omgeving. De lichtrode gebieden zijn bebouwde kernen, de paarse industrietereinen.

Harelbeke, deelgemeenten en buurgemeenten. De gele gebieden zijn bebouwde kernen. (2006)

Harelbeke bevindt zich in het verstedelijkte en geïndustrialiseerde arrondissement Kortrijk in het zuiden van West-Vlaanderen. Wat de gemeentegrenzen betreft, wordt Harelbeke begrensd door twee steden in de onmiddellijke omgeving: de stad Kortrijk in het westen en de stad Waregem in het oosten. Andere buurgemeenten zijn: Ingelmunster, Kuurne, Lendelede, Oostrozebeke, Wielsbeke, Deerlijk en Zwevegem. Ongeveer de helft van het grondgebied maakt deel uit van het regionaalstedelijk gebied van Kortrijk, dat omlijnd wordt door de ringlaan N36, de snelweg E17 en het kanaal Bossuit-Kortrijk.

### Kernen
De stad Harelbeke telt drie deelgemeenten. Naast Harelbeke zelf zijn dit nog Bavikhove en Hulste.
Harelbeke ligt grotendeels op de rechteroever van de Leie. Het grondgebied is grotendeels verstedelijkt en bijna volledig volgebouwd. Het sluit door bebouwing langs de rivier en de steenweg Kortrijk-Gent aan op de stedelijke kern van Kortrijk. Er was vroeger een landschap van drassige beekdalen en zandruggen maar dat uitzicht is helemaal verdwenen. In het zuiden van Harelbeke ligt aan het Kanaal Bossuit-Kortrijk het gehucht Stasegem (IV), dat van de andere stadsdelen is gescheiden door het nijverheidsgebied Harelbeke-Zuid en het natuurgebied De Gavers.
De deelgemeenten Bavikhove en Hulste liggen meer naar het noorden, aan de overkant van de Leie. Bavikhove heeft een status als landbouw- en nijverheidsdorp, terwijl het dorp Hulste door zijn verdere afstand van de stad het landelijke karakter wist te behouden.
| # | Naam           | Opp. (km²) | Inwoners (2020) | Inwoners per km² | NIS-code |
| - | -------------- | ---------- | --------------- | ---------------- | -------- |
| 1 | Harelbeke (I)  | 14,79      | 21.455          | 1.451            | 34013A   |
| 2 | Bavikhove (II) | 6,68       | 3.739           | 560              | 34013B   |
| 3 | Hulste (III)   | 7,93       | 3.293           | 415              | 34013C   |

Harelbeke grenst aan volgende dorpen en gemeenten:
- a. Kortrijk (stad Kortrijk)
- b. Kuurne (gemeente Kuurne)
- c. Lendelede (gemeente Lendelede)
- d. Ingelmunster (gemeente Ingelmunster)
- e. Oostrozebeke (gemeente Oostrozebeke)
- f. Ooigem (gemeente Wielsbeke)
- g. Beveren (stad Waregem)
- h. Deerlijk (gemeente Deerlijk)
- i. Zwevegem (gemeente Zwevegem)

### Geologie
Harelbeke is gelegen in Laag-België aan de Leievallei. Het kent een matig vlak golvend landschap. Het laagste punt situeert zich aan de rivier Leie en ligt op 10 meter, terwijl het hoogste punt, in Hoog-Wallegem, zich 35 meter boven de zeespiegel bevindt.
Harelbeke behoort tot Zandlemig Vlaanderen. Op meerdere plaatsen, zoals aan de Gavers, de Zavelputten en Spijkerland werd aan zandwinning gedaan.

### Waterlopen
Harelbeke wordt in het stadscentrum door de rivier Leie gekruist. Verder heeft de laagvlakte ook kleine beekjes, met in het zuiden de Gaverbeek. Het betreffende dal is een fossiele waterloop van de Leie. Veel beken zijn overkluisd en vaak ook rechtgetrokken. Dit komt vooral door de verstedelijking van het gebied, de aanleg van autowegen en dergelijke. Het kanaal Kortrijk-Bossuit, gegraven in de 19e eeuw als gevolg van de industrialisatie, loopt in het zuiden.

## Geschiedenis

### Prehistorie
De eerste sporen van menselijke bewoning worden aangetroffen in de warmere periode op het einde van de laatste ijstijd (±14.000-13.000 jaar geleden). Na de ijstijd ontwikkelde het landschap zich zoals we het vandaag kennen. De Leie en de Gaverbeek vormden hun valleien met een afwisselend landschap van kleine zanderige heuvels. Het moerassige Gavergebied was een uiterst geschikte plaats voor jager-verzamelaars die het herhaaldelijk bewoonden. In 1977 werd een kleine nederzetting uit de steentijd aangetroffen met meer dan 2.000 artefacten uit de Federmessercultuur (ca. 12.000-11.000 v. C.). De vondst is opvallend door de grote omvang uit een relatief primitieve periode (vroege steentijd).
In de late steentijd werden vondsten toegeschreven aan de Michelsbergcultuur (4.400-3.500 v. C.) Daarnaast hebben archeologen een lang ijzeren zwaard, een karpertongzwaard (77,6 cm lang) uit de ijzertijd, ontdekt bij de bouw van de Kuurnebrug in 1936.

### Romeinse tijd (57 v. C. - 410 n. C.)
Met de Romeinen kwam een uitgebouwd handelsnetwerk en regionaal wegennet tot stand waarbij de rivieren een belangrijke rol speelden. In Harelbeke waren er aan de gronden aan de Leie en aan de Gavers twee middelgrote nederzettingskernen die in de tweede en de derde eeuw n. C. uitgroeiden tot belangrijke en welvarende nederzettingen. Een middelgroot Romeins dorp of vicus was gelegen aan de Gaverbeek in de Collegewijk. Het was een site met verschillende gebouwen, waterputten, nijverheid, veeteelt, landbouw en handel. Een heiligdom bevond zich bij de Gaverbeek waar beeldjes van de Gallo-Romeinse godendom aanbeden werden. Deze nederzetting werd door zware invallen omstreeks 274/5 verwoest en verlaten.
Later verplaatste de Romeinse nederzettingskern zich naar het Marktplein aan de Leie dat bleef bestaan en verder uitgroeide. Uit deze periode werden in de omgeving van de markt resten van muren en twee muntschatten, waaronder één uit de vierde eeuw, ontdekt. Ook stonden tot het eind van de 12e eeuw op de plaats van de Sint-Salvatorkerk eeuwenlang Romeinse ruïnes overeind.

### Middeleeuwen (410-1500)
De vroege vermelding van Harelbeke in historische bronnen bewijst dat het een belangrijke plaats was tijdens het begin van de middeleeuwen. De aanwezigheid van een grafelijk verblijf, de ligging aan de Leie, een markt en textielproductie werkten het ontstaan en de groei van het stadscentrum in de hand.
De stad komt aan bod in verhalen en overleveringen die meestal eeuwenoud zijn. De meest bekende sage is de legende van de forestiers, die aan de grondslag van Vlaanderen en Harelbeke zouden liggen. Volgens het verhaal zou Liederik van Harelbeke in 792 de eerste forestiersgraaf van Vlaanderen zijn.
In 879 vernietigden de Noormannen vroegmiddeleeuws Harelbeke. In 998 werd het opnieuw in puin gelegd tijdens de Kortrijkse Opstand. Omstreeks 1040 zou het Sint-Salvatorkapittel zijn opgericht. In 1153 kreeg Harelbeke stadsrechten en een stadhuis. In 1264 kreeg de stad van Margareta van Constantinopel de rechten om elke zaterdag markt te houden. Volgens een keure uit 1265 hadden de inwoners van Harelbeke net als andere grote Vlaamse steden bepaalde voorrechten, en waren poorters, burgers van de stad die over uitgebreide rechten beschikten.
In 1341 werd een hospitaal gesticht. In 1394 werd een deel van Harelbeke verwoest door brand. Ook het schepenhuis werd verwoest, maar werd in 1408 weer volledig hersteld. Doordat Harelbeke grafelijk bezit was had het te lijden onder Gentse opstandelingen, die het grafelijk gezag bestreden.
In 1413 werd voor het eerst melding gemaakt van een klooster van augustinessen. Gedurende de 14e en 15e eeuw bloeide de lakenindustrie, wat regelmatig leidde tot schermutselingen met Kortrijk aangaande de lakenhandel. In 1477 werd Harelbeke geplaagd door plunderende Franse troepen en in 1570 waren er beeldenstormers die vernielingen aanrichtten.

### Vroegmoderne tijd (1500-1815)
In een verhaal daterend uit de 16e eeuw, is er sprake van een heiligdom aan de rand van de Gavers. Door frequente oorlogen raakte Harelbeke er moeilijk bovenop, want in 1555 stond Keizer Karel een vermindering van belastingen toe wegens de geleden oorlogsschade. Vijfenzestig jaar later, rond 1620, stond de overheid opnieuw belastingverlaging toe.
In het begin van de 17e eeuw startte de school van de zusters van het hospitaal met het leren 'lesen, scrijven, spinnen najien' van hoofdzakelijk arme kinderen.
Vanaf 1716 werd de steenweg van Gent op Kortrijk aangelegd, die dwars door Harelbeke voerde. In 1720 moesten daartoe enkele huizen in het centrum worden afgebroken. Op 23 juni 1791 vond de slag van Harelbeke plaats.

### Moderne tijd (1815-1945)
In 1839 kwam er een spoorwegverbinding op de lijn van Gent naar Kortrijk. In 1863 opende een tweede spoorwegstation, nabij het gehucht Stasegem. Vanaf de tweede helft van de 19e eeuw tot in de 20e eeuw woonden veel arbeiders en metselaars in Harelbeke, vooral in de wijken 't Ooste en 't Eiland. Ze gingen per trein naar Brussel en andere steden om er een hele week te werken.
In 1866 stierven 72 mensen aan de cholera.
Toen tijdens de schoolstrijd de liberalen aan de macht kwamen, werd in 1879 de school van de hospitaalzusters gedwongen tot sluiting, zogezegd wegens het ontbreken van onderwijsbevoegdheid. De zusters moesten in 1882 hun klooster zelfs verlaten.
Gedurende de 19e en 20e eeuw bloeit de lakenindustrie weer op, ditmaal door de industrialisatie, en blijft tot vandaag belangrijk in de Belgische textielindustrie. Veel industrie vestigde zich in Stasegem toen in 1859-1861 het Kanaal Kortrijk-Bossuit tot stand kwam. In 1907 werd de textielfabriek Abeille gesticht, in 1927 de Kortrijkse Katoenspinnerij en in 1928 de Kortrijkse Fluweelweverij. Verder waren er steenfabrieken. Van 1920-1940 waren er in Harelbeke diverse vlasbedrijven zoals roterijen, zwingelfabrieken en handelaars in vlasproducten.
Tijdens de Eerste Wereldoorlog wordt tijdens de Slag aan de Leie in oktober 1918 gevochten tussen enerzijds terugtrekkende Duitse troepen en anderzijds Newfoundlandse en Schotse troepen. Het Newfoundland Memorial herinnert aan de oversteek van de Canadese troepen.
Tijdens de Tweede Wereldoorlog werd in mei 1940 door het Belgische 25ste linieregiment in Harelbeke een laatste poging gedaan om het Duitse leger de oversteek over de Leie te verhinderen. Om strategische redenen blies het Belgische leger de sluistoren alsook de beiaardtoren naast de Sint-Salvatorkerk op. Zo'n 40 Belgische soldaten kwamen om tijdens de slag.

### Recente geschiedenis (1945-nu)
Na de Tweede Wereldoorlog werd het woongebied en ook het industriegebied stevig uitgebreid. De uitbouw van de welvaart ging gepaard met suburbanisatie. De toenemende behoefte aan woningen was in eerste instantie het gevolg van de babyboom, maar ook de stijgende gezinsverdunning deed de vraag naar nieuwe woningen toenemen. Het huis-met-tuin werd het woonideaal en kwam in het bereik van steeds bredere lagen van de bevolking. In Harelbeke werden binnen een korte periode van 25 jaar de grote woonwijken Collegewijk, Arendswijk en Bloemenwijk uitgebouwd.
In de jaren 1950 raakt de vlasnijverheid in het slop na een crisis, dus maakten bedrijven in de sector een overstap naar de textiel-, hout- en metaalnijverheid. In 1958 had de stad ongeveer 60 bedrijven en het was in die tijd een ontwikkelend nijverheids- en handelscentrum. In de volgende twee decennia groeide dit aan tot 333 bedrijven in 1975: een vervijfvoudiging die vooral ontstond door nieuwe industriezones. Lokale bedrijven als Lano, Vyncke en Masureel groeiden uit tot multinationale bedrijven. Twee vooraanstaande industriëlen en bedrijfsleiders van Lano, Gerard-Joseph Lanneau en Pierre Lano bekleedden het ambt van burgemeester in deze eeuw.
In 1971 werd de autosnelweg E17 in gebruik genomen. Voor de aanleg werd zand uit de Gavermeersen gegraven zodat een groot meer gevormd werd. Hierdoor bleef binnen het geïndustrialiseerde dichtbevolkte gebied een grote groene long behouden. De Gavers werden in 1974 geconverteerd tot een provinciaal natuur- en recreatiedomein. Met ongeveer 800.000 bezoekers per jaar is het tegenwoordig het drukste natuurdomein van West-Vlaanderen.
Bestaande straten en wegen werden steeds vernieuwd en verbeterd. In de jaren '70 en '80 werden de rivieren verbreed en werden de sporen geëlektrificeerd. Het is ook tijdens deze periode dat de N43 werd verbreed door een vraag naar snellere mobiliteit van gemotoriseerd verkeer. Hiervoor werd een groot deel van het historisch stadscentrum afgebroken. In 1973 werden het stadhuis en het Marktplein gesloopt door de Wet-De Taeye. De N43 werd hierdoor een brede en drukke verkeersweg.
In 1974 werd het Kanaalbos aangelegd.
In 1977 fuseerde Harelbeke met Bavikhove en Hulste. Na de nationale fusiegolf werd in 1985 bij Koninklijk Besluit de stadstitel bevestigd. Harelbeke verkreeg al in 1153 stadsrechten maar in de Franse tijd werd dit voorrecht voor veel steden afgeschaft.
In 2002 werd met een vierde brug over de Leie de N36 doorgetrokken naar Bavikhove en Hulste. Omstreeks 2008 werd ook de N391 naar Zwevegem doorgetrokken met een bijkomende brug over het Kanaal. In het tweede decennium van de 21e eeuw vonden er ingrijpende werken plaats aan de Leie waarbij in het kader van de Seine-Scheldeverbinding de sluis, de stuw en de omgeving van de rivier in het centrum werden herontwikkeld. In 2020 kwam er ook een beweegbare voetgangers- en fietsersbrug naar het Moleneiland. Op dit eiland zijn de grafelijke watermolens (de westelijke Banmolens en de oostelijke Bloemmolens), een vispassage en een voormalig hefportiek, dat heden als uitkijkplatform dienst doet, bijzondere blikvangers.
Op 18 september 2021 werd tijdens de Harelbeekse Feesten de vernieuwde Markt feestelijk geopend.

## Parochies
Naast de Sint-Salvatorparochie in Harelbeke-Centrum, telt de stad nog een aantal wijken die hun eigen parochie hebben. Ten zuiden van het stadscentrum liggen de Arendswijk met parochie Onze-Lieve-Vrouw Koningin en de wijk Eiland met parochie Sint-Jozef. Richting Kortrijk ligt de Zandberg met parochie Sint-Rita. In het uiterste zuiden van Harelbeke is er nog de parochie Sint-Augustinus. De twee deelgemeenten Bavikhove en Hulste kennen respectievelijk de parochies Sint-Amandus en Sint-Petrus.

## Economie
De Gentsebaan, de plaatselijke naam voor de steenweg van Kortrijk naar Gent, biedt ruimte voor veel baanwinkels en handelszaken. Harelbeke heeft twee reguliere markten, elke donderdag op het Marktplein en de Vrijdomkaai en elke maandag op het dorpsplein in Bavikhove.

## Natuur
Harelbeke kent drie natuurgebieden:
- De Gavers, gelegen ten zuiden van de stadskern.
- De Oude Leiearm in Bavikhove
- Het Kanaalbos, Stasegem

## Bezienswaardigheden

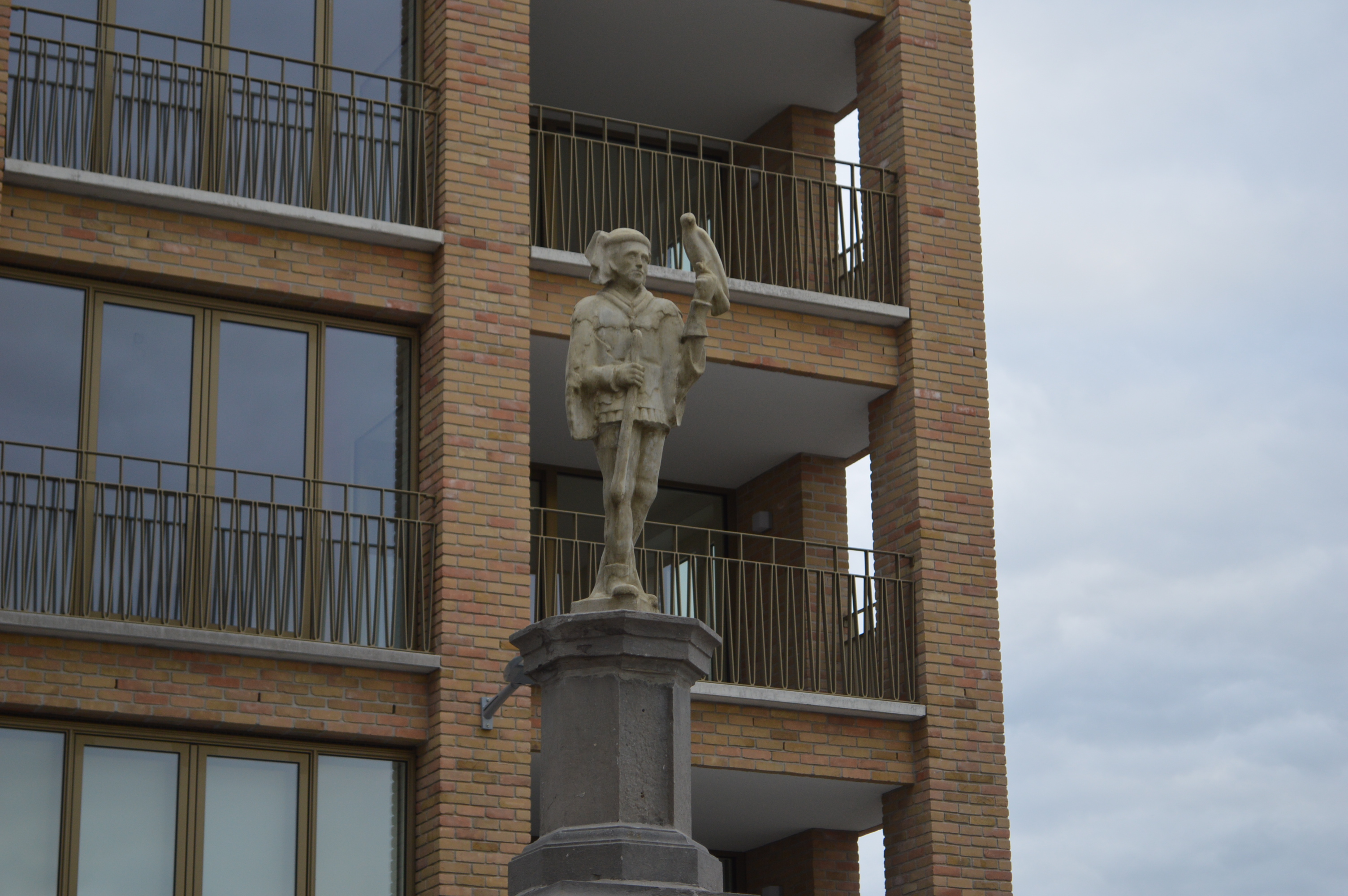
Forestier Liederik staat symbool voor de stad Harelbeke.

- De Sint-Salvatorkerk (Laurent-Benoît Dewez, 18de eeuw) en de beiaardtoren. Deze vieringtoren van een vroegere romaanse kerk uit de 12de eeuw werd tijdens de Tweede Wereldoorlog vernietigd en nadien heropgebouwd. Onder de kerk is er een crypte van een kerk uit de 10de eeuw bewaard gebleven. De oudste kerk werd in 879 door de Vikingen vernield. Een opvallend stuk in de neoclassicistische Sint-Salvatorkerk is de Stoel der Waarheid, een kansel met verborgen trap uit 1779. In de Heilige Doornkapel van de kerk bevindt zich de Heilige Doorn, een takje uit de doornenkroon van Jezus Christus.
- De Sint-Ritakerk (Léon Stynen en Paul De Meyer, 20ste eeuw) op de Zandberg. Deze uitzonderlijke kerk is een van de hoogtepunten van de modernistische en brutalistische bouwkunst uit de jaren 1960 en heeft de vorm van een schuin afgeknotte, hexagonale piramide, terwijl het interieur doet denken aan een gotische kathedraal.
- Het Klooster van de zusters van de Heilige Augustinus, een neogotisch uitgewerkt klooster met kapel, voormalig gasthuis en achtergelegen vleugels rondom een gesloten binnenkoer. De oorsprong van het klooster gaat terug tot de 14de eeuw nadat eerder een hospitaal werd gesticht.
- Het gesloopte historische Stad- en schepenhuis behoudt nog steeds de erkenning van beschermd monument door de Cel Erfgoed. Veel Harelbekenaren hunkeren naar een heropbouw ervan bij een toekomstige hernieuwing van de Oude Markt op de hoek van de Markt- en Leiestraat. Op het Stationsplein herinnert een reuzegrote afbeelding ervan aan de belofte van wederopbouw.
- De Oude Stadspomp bekroond met een standbeeld van eerste forestier Liederik (Lidricus Harlebeccensis), graaf van het Harelbeeks leengewest en grondlegger van het graafschap Vlaanderen. Liederik staat symbool voor de stad Harelbeke.
- De Gouden Boom, een vroeg-18de-eeuws hoekpand, genoemd naar een 15de-eeuwse herberg en hostellerie die in 1708 door terugtrekkende troepen in brand werd gestoken.
- Het Oude Stationsgebouw (Henri Fouquet, 1896), een monumentaal station in Vlaamse neorenaissancestijl.
- De Banmolens, een industrieel watermolencomplex gevestigd op een 12de-eeuwse grafelijke watermolensite op het Moleneiland.
- De Bloemmolens, een industrieel watermolencomplex gevestigd op een 12de-eeuwse grafelijke watermolensite op het Moleneiland.
- De Oude Vlasfabriek, beschermde gevels rond de binnenkoer naast het huidige stadhuis.
- Het Stadspark met het standbeeld van componist Peter Benoit. Hier lagen vroeger de bleekweiden, publieke weiden waar de Harelbeekse wevers hun lakens kwamen bleken.
- De Oude Balling(en)weg, een middeleeuwse voetweg langs de verdwenen vesten aan de zuidelijke grens van Harelbeke-binnen, die uit Harelbeke verbannen mensen verplicht moesten nemen als ze de stad wilden passeren zonder door het centrum te gaan. Een deel van deze weg is nog aan beide zijden te zien tussen en achter de bebouwing van de Peter De Coninckstraat (vanaf de Boterpotstraat naar het stadspark en de gelijknamige Ballingenweg).
- Het Kasteel van Stasegem, een laat-negentiende-eeuws kasteel in Vlaamse neorenaissancestijl.
- Harlebeke New British Cemetery (Flanders Fields), Britse militaire begraafplaats van het Gemenebest, waar 1126 gesneuvelden (1116 uit de Eerste Wereldoorlog en 10 uit de Tweede Wereldoorlog) werden begraven.
- Newfoundland Memorial, een bronzen kariboe ter nagedachtenis van de Newfoundlandse militaire acties van het Royal Newfoundland Regiment op het einde van de Eerste Wereldoorlog. Het monument bevindt zich langs de Leie net over de grens met Kortrijk maar was tot vóór de aanleg van de R8 op het grondgebied van Harelbeke gelegen.
- Het Peter Benoit Huis, een stedelijk museum over de Vlaamse componist, muziekpedagoog en dirigent Peter Benoit met ernaast zijn geboortehuisje dat tot escaperoom Strofekraker werd omgebouwd.
- Het Kunstenhuis, een stedelijke galerie voor hedendaagse kunst in een historisch pand. Decennialang herbergde dit gebouw het Pijp- en tabakmuseum maar de collectie verhuisde grotendeels naar het Nationaal Tabaksmuseum in Wervik. Ook het voormalig Archeologisch Museum was destijds in dit gebouw gevestigd.
- Provinciaal Recreatiedomein De Gavers met daarin onder andere de Koutermolen, een gerestaureerde korenmolen. De Gavers is met ongeveer 800.000 bezoekers per jaar het drukstbezochte provinciedomein in West-Vlaanderen.
- De westelijke Oude Leiearm, een riviermeander nabij de brug van de R8.
- De middelste Oude Leiearm en de Leiewerken nabij het Moleneiland met een energieneutraal stuwsluiscomplex (stuw, pompgemaal met turbines en 230m lange sluis), een vistrap met erboven een passerelle als uitkijkpunt, een beweegbare brug voor fietsers en voetgangers, verlaagde kaaimuren  en een voormalig hefportiek als uitkijkplatform over de omgeving.
- De oostelijke Oude Leiearm, een riviermeander nabij de vallei van de Plaatsebeek in Bavikhove.
- De Muizelmolen in Hulste, een graan- en oliemolen gebouwd op het hoogste punt van Groot-Harelbeke, namelijk de heuvelkam tussen de Leie- en Mandelvallei.
- De Zaaister en De Wiedster, sculpturen op het dorpsplein van Bavikhove ter herinnering aan het rijke vlasverleden langsheen de Golden River, de Leie.

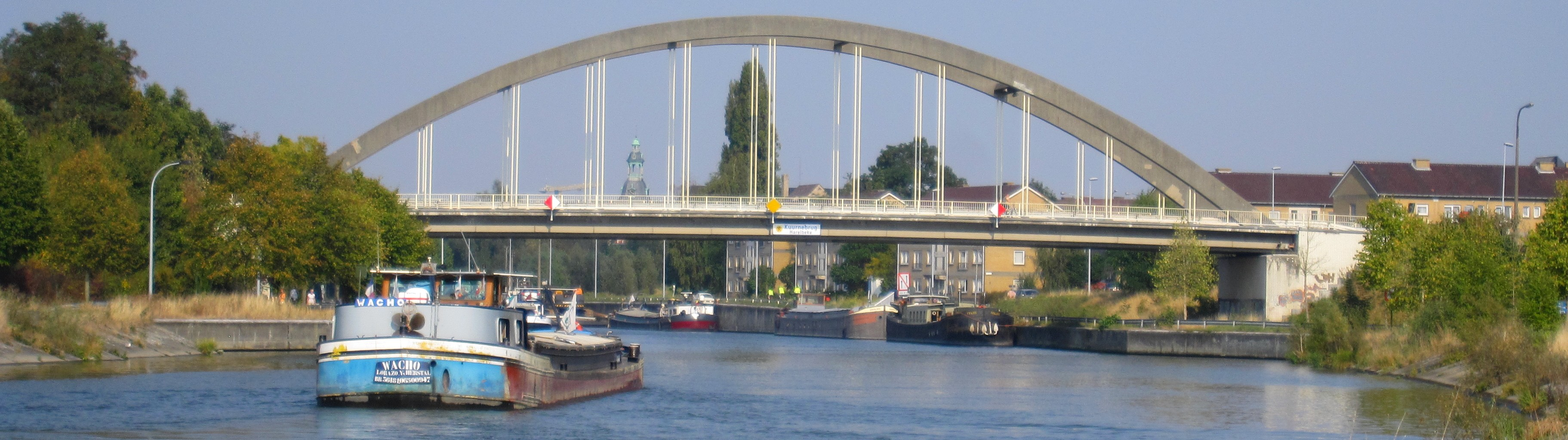
Panoramafoto van de Kuurnebrug over de Leie in Harelbeke met in de verte de beiaardtoren

## Demografie

### Demografische ontwikkeling voor de fusie
- Bronnen:NIS, Opm:1831 tot en met 1970=volkstellingen; 1976 = inwoneraantal op 31 december

### Demografische ontwikkeling na de fusie
Alle historische gegevens hebben betrekking op de huidige gemeente, inclusief deelgemeenten, zoals ontstaan na de fusie van 1 januari 1977.
- Bronnen:NIS, Opm:1831 tot en met 1981=volkstellingen; 1990 en later= inwonertal op 1 januari

| Inwoners van jaar tot jaar op 1 januari 1992 tot heden | Inwoners van jaar tot jaar op 1 januari 1992 tot heden | Inwoners van jaar tot jaar op 1 januari 1992 tot heden |
| jaar                                                   | Aantal                                                 | Evolutie: 1992=index 100                               |
| ------------------------------------------------------ | ------------------------------------------------------ | ------------------------------------------------------ |
| 1992                                                   | 25.952                                                 | 100,0                                                  |
| 1993                                                   | 26.063                                                 | 100,4                                                  |
| 1994                                                   | 26.088                                                 | 100,5                                                  |
| 1995                                                   | 26.209                                                 | 101,0                                                  |
| 1996                                                   | 26.341                                                 | 101,5                                                  |
| 1997                                                   | 26.418                                                 | 101,8                                                  |
| 1998                                                   | 26.333                                                 | 101,5                                                  |
| 1999                                                   | 26.378                                                 | 101,6                                                  |
| 2000                                                   | 26.320                                                 | 101,4                                                  |
| 2001                                                   | 26.202                                                 | 101,0                                                  |
| 2002                                                   | 26.099                                                 | 100,6                                                  |
| 2003                                                   | 26.062                                                 | 100,4                                                  |
| 2004                                                   | 26.006                                                 | 100,2                                                  |
| 2005                                                   | 26.045                                                 | 100,4                                                  |
| 2006                                                   | 26.172                                                 | 100,8                                                  |
| 2007                                                   | 26.294                                                 | 101,3                                                  |
| 2008                                                   | 26.331                                                 | 101,5                                                  |
| 2009                                                   | 26.474                                                 | 102,0                                                  |
| 2010                                                   | 26.577                                                 | 102,4                                                  |
| 2011                                                   | 26.761                                                 | 103,1                                                  |
| 2012                                                   | 26.957                                                 | 103,9                                                  |
| 2013                                                   | 27.103                                                 | 104,4                                                  |
| 2014                                                   | 27.247                                                 | 105,0                                                  |
| 2015                                                   | 27.446                                                 | 105,8                                                  |
| 2016                                                   | 27.536                                                 | 106,1                                                  |
| 2017                                                   | 27.683                                                 | 106,7                                                  |
| 2018                                                   | 27.886                                                 | 107,5                                                  |
| 2019                                                   | 28.158                                                 | 108,5                                                  |
| 2020                                                   | 28.502                                                 | 109,8                                                  |
| 2021                                                   | 28.614                                                 | 110,3                                                  |
| 2022                                                   | 29.095                                                 | 112,1                                                  |
| 2023                                                   | 29.574                                                 | 114,0                                                  |
| 2024                                                   | 29.904                                                 | 115,2                                                  |
| 2025                                                   | 30.311                                                 | 116,8                                                  |

## Politiek

### Structuur
| Harelbeke        | Harelbeke        | Supranationaal         | Nationaal                         | Nationaal                         | Gemeenschap               | Gewest                    | Provincie                 | Arrondissement  | Provinciedistrict | Kanton          | Gemeente        |
| ---------------- | ---------------- | ---------------------- | --------------------------------- | --------------------------------- | ------------------------- | ------------------------- | ------------------------- | --------------- | ----------------- | --------------- | --------------- |
| Administratief   | Niveau           | Europese Unie          | België                            | België                            | Vlaanderen                | Vlaanderen                | West-Vlaanderen           | Kortrijk        | Kortrijk          | Kortrijk        | Harelbeke       |
| Administratief   | Bestuur          | Europese Commissie     | Belgische regering                | Belgische regering                | Vlaamse regering          | Vlaamse regering          | Deputatie                 | Deputatie       | Deputatie         | Deputatie       | Gemeentebestuur |
| Administratief   | Raad             | Europees Parlement     | Kamer van Volksvertegenwoordigers | Kamer van Volksvertegenwoordigers | Vlaams Parlement          | Vlaams Parlement          | Provincieraad             | Provincieraad   | Provincieraad     | Provincieraad   | Gemeenteraad    |
| Kiesomschrijving | Kiesomschrijving | Nederlands Kiescollege | Kieskring West-Vlaanderen         | Kieskring West-Vlaanderen         | Kieskring West-Vlaanderen | Kieskring West-Vlaanderen | Kieskring West-Vlaanderen | Kortrijk-Ieper  | Kortrijk          | Harelbeke       | Harelbeke       |
| Verkiezing       | Verkiezing       | Europese               | Federale                          | Federale                          | Vlaamse                   | Vlaamse                   | Provincieraads-           | Provincieraads- | Provincieraads-   | Provincieraads- | Gemeenteraads-  |

### Burgemeesters
- 1932-1946 : Robert Bossuyt
- 1947-1970 : Gerard-Joseph Lanneau (CVP)
- 1971-1984 : Marc Bourry (BSP, SP)
- 1984-1988 : Eric Pinoie (SP)
- 1989-1992 : Pierre Lano (CVP)
- 1993-2006 : Luc Decavele (CVP, CD&V)
- 2007-2012 : Rita Beyaert (CD&V)
- 2013-2024 : Alain Top (sp.a, Vooruit)
- 2024-heden: Michaël Vannieuwenhuyze (Open Vld)

### Resultaten gemeenteraadsverkiezingen sinds 1976
| Partij               | Partij                                                                           | 10-10-1976 | 10-10-1976 | 10-10-1982 | 10-10-1982 | 9-10-1988 | 9-10-1988 | 9-10-1994 | 9-10-1994 | 8-10-2000 | 8-10-2000 | 8-10-2006 | 8-10-2006 | 14-10-2012 | 14-10-2012 | 14-10-2018 | 14-10-2018 | 13-10-2024 | 13-10-2024 |
| Stemmen / Zetels     | Stemmen / Zetels                                                                 | %          | 27         | %          | 29         | %         | 29        | %         | 29        | %         | 29        | %         | 29        | %          | 29         | %          | 29         | %          | 29         |
| -------------------- | -------------------------------------------------------------------------------- | ---------- | ---------- | ---------- | ---------- | --------- | --------- | --------- | --------- | --------- | --------- | --------- | --------- | ---------- | ---------- | ---------- | ---------- | ---------- | ---------- |
|                      | PVDA1 / PVDA+2                                                                   | 0,171      | 0          | 0,491      | 0          | -         |           | 0,591     | 0         | -         |           | -         |           | 1,492      | 0          | -          |            | -          |            |
|                      | Agalev / sp.a-GroenA/ Vooruit-GroenB                                             | -          |            | -          |            | 3,64      | 0         | 5,33      | 0         | 6,21      | 1         | 32,37A    | 1         | 29,37A     | 2          | 32,8A      | 4          | 26,1B      | 2          |
|                      | SP / sp.a-GroenA/ Vooruit-GroenB                                                 | 47,14      | 14         | 45,64      | 15         | 38,12     | 12        | 34,35     | 11        | 29,48     | 9         | 32,37A    | 9         | 29,37A     | 7          | 32,8A      | 7          | 26,1B      | 5          |
|                      | PVV1 / VLD2 / HAND3 / Gemeentebelang4 / Open Vld5 / Open Vld+6 / Team HarelbekeC | 6,091      | 1          | 7,881      | 1          | 7,471     | 1         | 18,092    | 5         | 17,153    | 5         | 11,124    | 2         | 7,845      | 1          | 17,46      | 5          | 52,8C      | 17         |
|                      | CVP1 / CD&V-N-VAB / CD&V2 / Team HarelbekeC                                      | 42,281     | 12         | 41,641     | 13         | 50,761    | 16        | 41,651    | 13        | 37,881    | 12        | 40,81B    | 12        | 35,672     | 12         | 22,72      | 7          | 52,8C      | 17         |
|                      | VU1 / CD&V-N-VAB / N-VA2                                                         | 3,651      | 0          | 4,341      | 0          | -         |           | -         |           | -         |           | 40,81B    | 1         | 20,192     | 6          | 13,72      | 4          | 9,32       | 2          |
|                      | Vlaams Blok1 / Vlaams Belang2                                                    | -          |            | -          |            | -         |           | -         |           | 9,281     | 2         | 15,72     | 4         | 5,442      | 1          | 9,92       | 2          | 12,32      | 3          |
|                      | SPF                                                                              | 0,68       | 0          | -          |            | -         |           | -         |           | -         |           | -         |           | -          |            | -          |            | -          |            |
|                      | Harelbeke Vooruit                                                                | -          |            | -          |            | -         |           | -         |           | -         |           | -         |           | -          |            | 3,5        | 0          | -          |            |
| Totaal stemmen       | Totaal stemmen                                                                   | 17162      | 17162      | 18502      | 18502      | 19365     | 19365     | 19296     | 19296     | 19721     | 19721     | 20019     | 20019     | 20185      | 20185      | 20465      | 20465      | 14360      | 14360      |
| Opkomst %            | Opkomst %                                                                        |            |            |            |            | 97,94     | 97,94     | 96,32     | 96,32     | 95,92     | 95,92     | 96,03     | 96,03     | 94,49      | 94,49      | 94,9       | 94,9       | 64,1       | 64,1       |
| Blanco en ongeldig % | Blanco en ongeldig %                                                             | 1,98       | 1,98       | 3,34       | 3,34       | 2,37      | 2,37      | 4,56      | 4,56      | 4,37      | 4,37      | 4,51      | 4,51      | 4,81       | 4,81       | 4,7        | 4,7        | 1,2        | 1,2        |

## Geboren Harelbekenaren
- Peter Benoit (1834-1901), componist en muziekpedagoog
- Jan Bucquoy (1945), filmregisseur en anarchist
- Marc Bourry (1928-1984), burgemeester en volksvertegenwoordiger
- Julien Delbecque (1903-1977), wielrenner
- Arsène Matton (1873-1953), beeldhouwer
- Andreas Pevernage (1542-1591), componist
- Françoise Vanhecke (1957), zangeres en stempedagoge
- Jinte Deprez (1987), muzikant

### Ereburgers
- Henk Houwaart (1996), voetbalcoach
- Pierre Stevens (1996), quizzer
- Albert Bert (1998), stichter Kinepolis
- Xavier Malisse (2002), tennisser
- Stijn Devolder, wielrenner
- Eli Iserbyt (2016), veldrijder
- Dieter Vyncke (2017), ondernemer
- Peter Vyncke (2017), ondernemer
- Wim Opbrouck (2021), acteur en zanger
- Yves Lampaert[25] (2023), wielrenner
- Shari Bossuyt[25] (2023), wielrenster
- Tessa Wullaert[26] (2024), voetbalster

## Sport

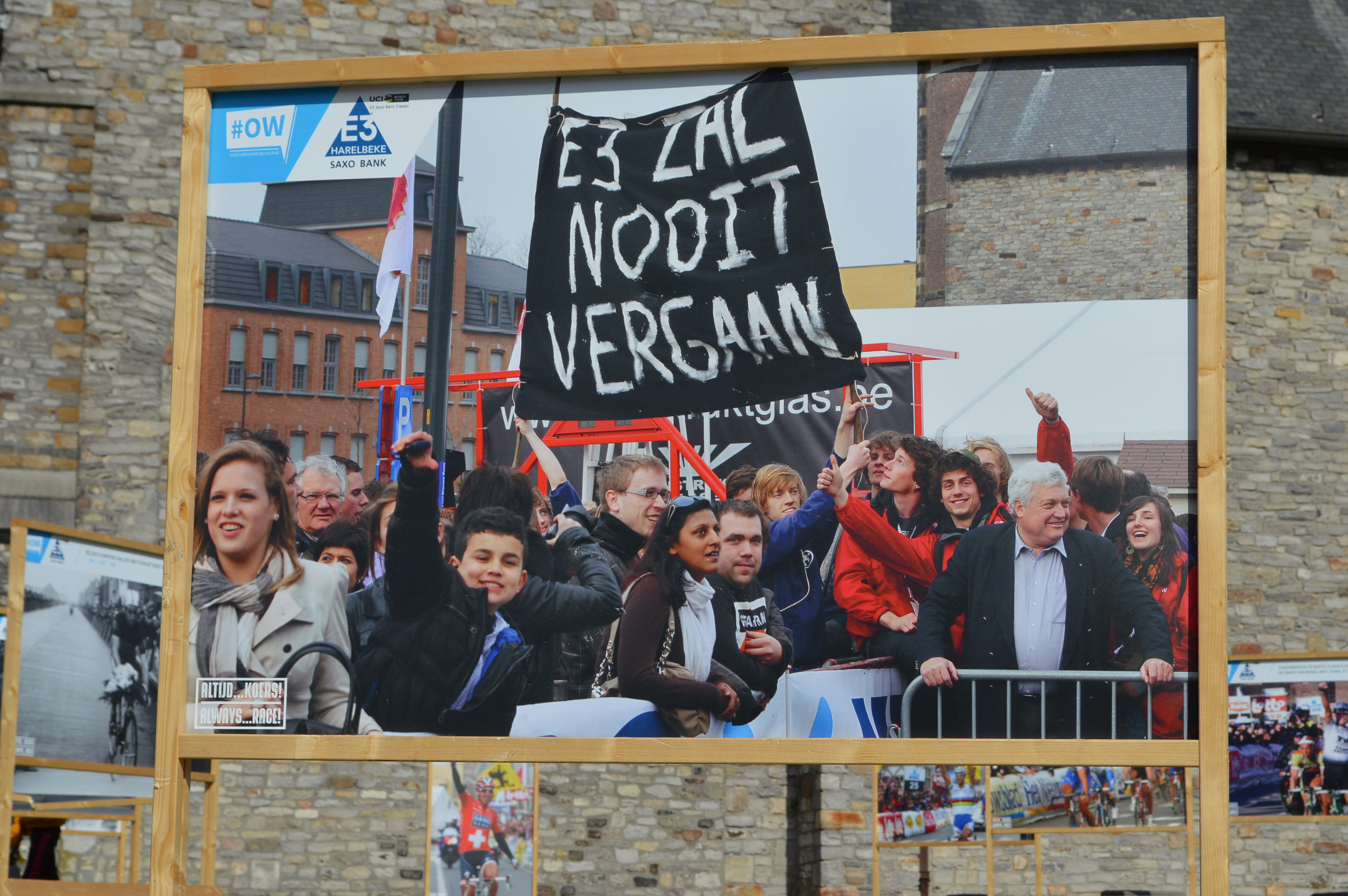
E3 Harelbeke

Jaarlijks vindt de wielerwedstrijd E3 Harelbeke plaats, een van de Vlaamse voorjaarsklassiekers. Harelbeke was één keer etappeplaats in de wielerkoers Ronde van Frankrijk (1974).
Sinds begin jaren 30 speelde in Harelbeke voetbalclub KRC Harelbeke, dat halverwege de jaren 90 eerste klasse bereikte. Begin 21ste eeuw zakte de club weer en ging enige tijd later door financiële problemen in vereffening. Men ging samenwerken met KSV Ingelmunster, dat in Harelbeke ging spelen en enige tijd later de naam SWI Harelbeke aannam. Enkele jaren later gingen de twee clubs opnieuw hun eigen weg en werd de naam van de Harelbeekse club SW Harelbeke. De naam van de club is nu weer omgevormd naar KRC Harelbeke.

## Muziek
Er zijn diverse harmonieorkesten en fanfares die concerten organiseren. De nagedachtenis van toondichter Peter Benoit wordt in ere gehouden door een bronzen standbeeld (1951) in het Stadspark en het Peter Benoit Huis houdt een grote collectie bij van zijn werk.

## Partnersteden
- Kinheim (Duitsland)
- Eenhana (Namibië)
- Aire-sur-la-Lys (Frankrijk)
- Frýdek-Místek (Tsjechië)

## Nabijgelegen kernen
Kuurne, Kortrijk, Deerlijk, Beveren-Leie, Zwevegem